# 克林頓尼亞鎮區 (伊利諾伊州德威特縣)
克林頓尼亞鎮區（英語：Clintonia Township）是位於美國伊利諾伊州德威特縣的一個行政鎮區。

## 地方資料
根據2010年美國人口普查的數據，克林頓尼亞鎮區的面積為77.90平方千米，當中陸地面積為77.87平方千米，而水域面積為0.03平方千米。當地共有人口7832人，而人口密度為每平方千米100.54人。